# 佩德罗·巴利亚纳
佩德罗·巴利亚纳（西班牙語：Pedro Vallana，1897年11月29日—1980年7月4日），西班牙男子足球运动员，司职后卫。他曾代表西班牙参加1920年、1924年和1928年夏季奥林匹克运动会足球比赛，其中1920年奥运会获得一枚银牌。